# Schikhobalotrema girellae
Schikhobalotrema girellae är en plattmaskart. Schikhobalotrema girellae ingår i släktet Schikhobalotrema och familjen Haplosplanchnidae. Inga underarter finns listade i Catalogue of Life.